# Coxsackie (villa)
Coxsackie es una villa ubicada en el condado de Greene en el estado estadounidense de Nueva York. En el año 2000 tenía una población de 2,895 habitantes y una densidad poblacional de 514 personas por km².

## Geografía
Coxsackie se encuentra ubicada en las coordenadas 42°21′15″N 73°48′18″O / 42.35417, -73.80500.

## Demografía
Según la Oficina del Censo en 2000 los ingresos medios por hogar en la localidad eran de $36,098, y los ingresos medios por familia eran $44,565. Los hombres tenían unos ingresos medios de $36,349 frente a los $28,182 para las mujeres. La renta per cápita para la localidad era de $17,914. Alrededor del 12.7% de la población estaban por debajo del umbral de pobreza.